# Robert Sigl (Politiker)
Robert Sigl (* 1. August 1943 in Ober-Grafendorf) ist ein ehemaliger österreichischer Politiker (SPÖ) und Lokomotivführer. Sigl war von 1989 bis 1999 Abgeordneter zum Nationalrat.

## Ausbildung und Beruf
Sigl besuchte von 1949 bis 1953 die Volksschule in Ober-Grafendorf in Niederösterreich und im Anschluss bis 1957 die örtliche Hauptschule. Danach erlernte Sigl von 1957 bis 1961 den Beruf des Maschinenschlossers an der Berufsschule in St. Pölten und trat 1961 in den Dienst der ÖBB ein. Sigl absolvierte in der Folge eine Ausbildung als Lokheizer und war in diesem Beruf für die ÖBB tätig. In der Folge war Sigl bis 1996 als Dampf-, Diesel- und Elektrolokführer sowie Maschinenmeister aktiv. Zudem absolvierte er von 1965 bis 1966 die Sozialakademie in Mödling.

## Politik
Sigl engagierte sich früh in der Lokalpolitik und gehörte zwischen 1970 und 1985 dem Gemeinderat von Ober-Grafendorf an. Zudem war er zwischen 1975 und 1980 geschäftsführendes Mitglied. In der SPÖ-Ortspartei hatte Sigl von 1963 bis 1979 das Amt des Stellvertretenden Ortsparteivorsitzenden inne, bevor er zwischen 1979 und 1984 das Amt des Ortsparteivorsitzenden übernahm. Des Weiteren war Sigl ab 1975 Mitglied des Bezirksparteivorstandes der SPÖ St. Pölten sowie ab 1990 Bezirksparteivorsitzender-Stellvertreter. Er gehörte ab 1980 der SPÖ-Bundesparteikontrollkommission an und war ab 1993 Kontrollobmann der SPÖ Niederösterreich.
Sigl engagierte sich lange Zeit in der Gewerkschaft, wobei er zunächst von 1967 bis 1993 Vertrauensmann der ÖBB war und zwischen 1970 und 1988 zudem die Funktion des Obmann des Vertrauensmännerausschusses der Zugförderungsleitung St. Pölten innegehabt hatte. Zwischen 1974 und 1998 übte er das Amt des Obmanns der Gewerkschaft der Eisenbahner St. Pölten aus und war zudem von 1977 bis 1990 Kammerrat der Kammer für Arbeiter und Angestellte für Niederösterreich. Er wurde 1979 in die Landesexekutive des ÖGB Niederösterreich gewählt, der er bis 1996 angehörte. Zudem war er von 1988 bis 1996 Bezirksobmann des ÖGB St. Pölten. Zusätzlich war Sigl ab 1990 auch als Bezirksvorsitzender bei den Österreichischen Kinderfreunden in St. Pölten engagiert und hatte ab 1993 bis 2000 das Amt des Bundesfinanzreferenten des Österreichischen Zivilschutzverbandes inne.
Sigl vertrat die SPÖ vom 6. Juni 1989 bis zum 28. Oktober 1999 im Nationalrat.

## Auszeichnungen
- 1983: Silbernes Verdienstzeichen der Republik Österreich
- 1998: Großes Silbernes Ehrenzeichen für Verdienste um die Republik Österreich[1]